# Nationaldivisioun (Luxemburg)
De Nationaldivisioun (Frans: Division Nationale, Duits: Nationaldivision) is de hoogste nationale voetbalcompetitie in Luxemburg die door de Luxemburgse voetbalbond wordt georganiseerd. De competitie staat door sponsorredenen ook wel bekend onder de naam BGL Ligue, naar sponsor BGL.

## Competitie
Er spelen vanaf 2020/21 zestien clubs die een competitie afwerken met dertig speelrondes. De Nationaldivisioun begint gewoonlijk in de loop van augustus en eindigt in mei, waarbij in december en januari een winterstop gehouden wordt. De volgorde waarop de positie op de ranglijst wordt bepaald, hangt af van achtereenvolgens: het aantal wedstrijdpunten, het aantal verliespunten, het doelsaldo en het aantal gemaakte doelpunten.

### Kampioen en Europese kwalificatie
Na dertig speelrondes heeft elke club twee keer tegen iedere opponent gespeeld. De hoogst geklasseerde ploeg is landskampioen van Luxemburg, en mag daarmee het volgende seizoen deelnemen aan de UEFA Champions League. Meestal start deze club in de eerste voorronde, afhankelijk van de positie van Luxemburg op de UEFA-coëfficiëntenranglijst. De nummers twee en drie plaatsen zich, samen met de bekerwinnaar, voor de eerste voorronde van de UEFA Conference League. In de historie was er slechts een ploeg die ooit een groepsfase van een Europees toernooi wist te bereiken, dat was F91 Dudelange.

### Degradatie
De nummers vijftien en zestien in de eindstand degraderen rechtstreeks naar de Éirepromotioun, terwijl de nummers één en twee van de Éirepromotioun de opengevallen plaatsen innemen.
De nummers dertien en veertien moeten via de play-offs met clubs uit de Éirepromotioun zich proberen te handhaven in de BGL Ligue. De club die over twee wedstrijden de eindronde wint, speelt het seizoen erna in de hoogste klasse.

## Landskampioenen

### Aantal titels per club
| Club                    | Titels | Kampioen in |
| ----------------------- | ------ | --- |
| Jeunesse Esch           | 28     | 1921, 1937, 1951, 1954, 1958, 1959, 1960, 1963, 1967, 1968, 1970, 1973, 1974, 1975, 1976, 1977, 1980, 1983, 1985, 1987, 1988, 1995, 1996, 1997, 1998, 1999, 2004, 2010 |
| F91 Dudelange           | 16     | 2000, 2001, 2002, 2005, 2006, 2007, 2008, 2009, 2011, 2012, 2014, 2016, 2017, 2018, 2019, 2022                                                                         |
| Spora Luxemburg         | 11     | 1925, 1928, 1929, 1934, 1935, 1936, 1938, 1949, 1956, 1961, 1989 |
| Stade Dudelange         | 10     | 1939, 1940, 1945, 1946, 1947, 1948, 1950, 1955, 1957, 1965 |
| Fola Esch               | 08     | 1918, 1920, 1922, 1924, 1930, 2013, 2015, 2021 |
| Red Boys Differdange    | 06     | 1923, 1926, 1931, 1932, 1933, 1979 |
| Union Luxemburg         | 06     | 1927, 1962, 1971, 1990, 1991, 1992 |
| Avenir Beggen           | 06     | 1969, 1982, 1984, 1986, 1993, 1994 |
| US Hollerich/Bonnevoie  | 05     | 1912, 1914, 1915, 1916, 1917 |
| Aris Bonnevoie          | 03     | 1964, 1966, 1972 |
| Progrès Niedercorn      | 03     | 1953, 1978, 1981 |
| Sporting Club Luxemburg | 02     | 1911, 1919 |
| FC Differdange 03       | 02     | 2024, 2025 |
| Racing Club Luxemburg   | 01     | 1910 |
| National Schifflange    | 01     | 1952 |
| CS Grevenmacher         | 01     | 2003 |
| Swift Hesperange        | 01     | 2023 |

## Eeuwige ranglijst
De clubs in het vet weergegeven spelen in het seizoen 2025/26 in de hoogste klasse.
| Club                            | Stad              | /110 | Seizoenen (1909-1940, 1944-2026)                                                                                        |
| ------------------------------- | ----------------- | ---- | --- |
| Jeunesse Esch                   | Esch-sur-Alzette  | 104  | 1909-1910, 1913-1917, 1918-1930, 1933-1940, 1944-1945, 1946-1948, 1949-....                                             |
| Union Luxemburg                 | Luxemburg         | 78   | 1920-1928, 1929-1940, 1945-1976, 1977-2005                                                                              |
| Red Boys Differdange            | Differdange       | 70   | 1920-1938, 1939-1966, 1967-1996, 1997-1998                                                                              |
| Spora Luxemburg                 | Luxemburg         | 67   | |
| Progrès Niedercorn              | Differdange       | 72   | |
| Fola Esch                       | Esch-sur-Alzette  | 66   | 1914-1934, 1935-1939, 1945-1950, 1951-1958, 1959-1963, 1968-1969, 1972-1976, 1989-1991, 1992-1994, 2008-2025            |
| Stade Dudelange                 | Dudelange         | 51   | |
| CS Grevenmacher                 | Grevenmacher      | 50   | 1949-1950, 1953-1955, 1956-1962, 1968-1969, 1970-1971, 1976-1984, 1985-2016                                             |
| Avenir Beggen                   | Luxemburg         | 47   | 1938-1939, 1944-1945, 1962-1964, 1965-2006, 2007-2009                                                                   |
| Aris Bonnevoie                  | Luxemburg         | 42   | |
| US Rumelange                    | Rumelange         | 41   | |
| F91 Dudelange                   | Dudelange         | 34   | 1992-.... |
| The National Schifflange        | Schifflange       | 31   | |
| Etzella Ettelbruck              | Ettelbruck        | 31   | 1971-1981, 1983-1984, 1992-1993, 2000-2002, 2003-2011, 2012-2016, 2018-2023                                             |
| FC Wiltz 71                     | Wiltz             | 29   | |
| US Dudelange                    | Dudelange         | 29   | |
| Alliance Dudelange              | Dudelange         | 27   | |
| Swift Hesperange                | Hesperange        | 26   | |
| CS Pétange                      | Pétange           | 24   | 1913-1915, 1917-1918, 1945-1947, 1948-1949, 1965-1968, 1986-1987, 1988-1989, 1993-1996, 1997-1999, 2004-2008, 2009-2013 |
| FC Differdange 03               | Differdange       | 20   | 2006-.... |
| Racing FC Union Luxemburg       | Luxemburg         | 20   | 2005-2014, 2015-.... |
| SC Tétange                      | Kayl              | 18   | |
| Victoria Rosport                | Rosport-Mompach   | 18   | |
| US Mondorf                      | Mondorf-les-Bains | 16   | |
| Chiers Rodange                  | Rodange           | 15   | |
| Red Black Pfaffentahl           | Luxemburg         | 13   | |
| Sporting Club Luxemburg         | Luxemburg         | 13   | 1909-1912, 1913-1923 |
| UN Käerjeng 97                  | Käerjeng          | 13   | |
| RM Hamm Benfica                 | Luxemburg         | 12   | 2007-2014, 2015-2019, 2020-2022                                                                                         |
| FC UNA Strassen                 | Strassen          | 11   | 2015-.... |
| Racing Club Luxemburg           | Luxemburg         | 11   | 1909-1910, 1911-1912, 1913-1921, 1922-1923                                                                              |
| FC Mondercange                  | Mondercange       | 10   | |
| US Hollerich/Bonnevoie          | Luxemburg         | 10   | 1909-1912, 1913-1920 |
| Union Titus Pétange             | Pétange           | 10   | 2016-.... |
| US Hostert                      | Niederanven       | 10   | 2011-2012, 2014-2015, 2017-2023, 2024-....                                                                              |
| FC Rodange 91                   | Rodange           | 9    | 1995-1997, 2000-2001, 2017-2018, 2019-2022, 2024-....                                                                   |
| Olympique Eischen               | Habscht           | 8    | |
| Sporting Mertzig                | Mertzig           | 8    | |
| Racing Rodange                  | Rodange           | 7    | |
| Red Star Merl-Belair            | Luxemburg         | 7    | |
| CS Hobscheid                    | Habscht           | 6    | |
| Young Boys Diekirch             | Diekirch          | 6    | 1914-1915, 1916-1919, 1950-1951, 1978-1979                                                                              |
| Jeunesse Wasserbillig           | Mertert           | 5    | |
| Jeunesse Canach                 | Canach            | 6    | 2010-2011, 2012-2015, 2016-2017, 2025-....                                                                              |
| AS Differdange                  | Differdange       | 4    | |
| SC Differdange                  | Differdange       | 3    | |
| Sporting Bettembourg            | Bettembourg       | 3    | 1947-1948, 1972-1973, 2024-2025                                                                                         |
| FC Mamer 32                     | Mamer             | 2    | 2006-2007, 2025-.... |
| Köppchen Wormeldange            | Wormeldange       | 2    | 1991-1992, 1994-1995 |
| Progrès Grund                   | Luxemburg         | 2    | 1924-1925, 1927-1928 |
| Rapid Neudorf                   | Luxemburg         | 2    | 1964-1965, 1966-1967 |
| Union 05 Kayl-Tétange           | Kayl              | 2    | 2011-2013 |
| FC Schifflange '95              | Schifflange       | 2    | 1999-2000, 2023-2024 |
| US Esch                         | Esch-sur-Alzette  | 2    | 1925-1926, 2017-2018 |
| Blue Boys Muhlenbach            | Luxemburg         | 1    | 2019-2020 |
| Alliance '01 Luxemburg          | Luxemburg         | 1    | 2004-2005 |
| Daring Club Eich                |                   | 1    | 1911-1912 |
| CS Obercorn                     | Differdange       | 1    | 1948-1949 |
| SC Echternach                   |                   | 1    | 1914-1915 |
| Eclair Bettembourg              |                   | 1    | 1923-1924 |
| CS Jeunesse Echternach          |                   | 1    | 1909-1910 |
| Jeunesse Hautcharage            |                   | 1    | 1981-1982 |
| Mansfeldia Clausen              | Luxemburg         | 1    | 1910-1911 |
| Sparta Dudelange                | Dudelange         | 1    | 1909-1910 |
| FC Sporting Steinfort           |                   | 1    | 2008-2009 |
| The Belval Belvaux              |                   | 1    | 1962-1963 |
| The National Esch               | Esch-sur-Alzette  | 1    | 1909-1910 |
| Tricolore Mühlenweg             |                   | 1    | 1921-1922 |
| US Hollerich/Bonnevoie reserves | Luxemburg         | 1    | 1909-1910 |
| Jeunesse Esch reserves          | Esch-sur-Alzette  | 1    | 1909-1910 |
| Racing Luxemburg reserves       | Luxemburg         | 1    | 1909-1910 |
| US Rumelange reserves           |                   | 1    | 1909-1910 |
| Sparta Dudelange reserves       | Dudelange         | 1    | 1909-1910 |
| FC Marisca Mersch               | Mersch            | 1    | 2023-2024 |
| FC Atert Bissen                 | Bissen            | 1    | 2025-.... |

## Topscorers
| Seizoen | Naam                                     | Club                                        | Doelp. |
| ------- | ---------------------------------------- | ------------------------------------------- | ------ |
| 1969/70 | Carlo Devillet                           | Spora Luxemburg                             | 31     |
| 1970/71 | Nico Braun                               | Union Luxemburg                             | 25     |
| 1971/72 | Furio Cardoni Carlo Devillet             | US Rumelange Aris Bonnevoie                 | 21     |
| 1972/73 | Johny Grettnich Jean-Pierre Hoffmann     | Etzella Ettelbruck Jeunesse Esch            | 27     |
| 1973/74 | Carlo Devillet                           | Spora Luxemburg                             | 23     |
| 1974/75 | Jean-Paul Lehnen                         | Etzella Ettelbruck                          | 16     |
| 1975/76 | René Muller Albert Pissinger             | Red Boys Differdange Aris Bonnevoie         | 20     |
| 1976/77 | Johny Hopp                               | Progrès Niedercorn                          | 19     |
| 1977/78 | René Muller                              | Red Boys Differdange                        | 18     |
| 1978/79 | Aly May                                  | Progrès Niedercorn                          | 18     |
| 1979/80 | Robert Langers                           | Union Luxemburg                             | 26     |
| 1980/81 | Aly May                                  | Progrès Niedercorn                          | 18     |
| 1981/82 | Armin Krings                             | Avenir Beggen                               | 25     |
| 1982/83 | Gérard Simon                             | Jeunesse Esch                               | 23     |
| 1983/84 | Armin Krings Manou Scheitler             | Avenir Beggen Jeunesse Esch                 | 26     |
| 1984/85 | Armin Krings Jean-Luc Guillot            | Avenir Beggen Jeunesse Esch                 | 16     |
| 1985/86 | Armin Krings                             | Avenir Beggen                               | 25     |
| 1986/87 | Armin Krings                             | Avenir Beggen                               | 24     |
| 1987/88 | Patrick Morocutti                        | Union Luxemburg                             | 26     |
| 1988/89 | Armin Krings Markus Krahen Théo Scholten | Avenir Beggen Jeunesse Esch                 | 21     |
| 1989/90 | Markus Krahen                            | Avenir Beggen                               | 30     |
| 1990/91 | Patrick Morocutti                        | Union Luxemburg                             | 23     |
| 1991/92 | Markus Krahen                            | Avenir Beggen                               | 19     |
| 1992/93 | Armin Krings                             | Avenir Beggen                               | 23     |
| 1993/94 | Stefano Fanelli                          | F91 Dudelange                               | 19     |
| 1994/95 | Yves Heinen                              | Red Boys Differdange                        | 22     |
| 1995/96 | Mikhail Zaritskiy                        | Avenir Beggen                               | 18     |
| 1996/97 | Franco Iovino Mikhail Zaritskiy          | FC Wiltz 71 Sporting Mertzig                | 19     |
| 1997/98 | Mikhail Zaritskiy                        | Sporting Mertzig                            | 29     |
| 1998/99 | Frédéric Cicchirillo                     | Sporting Mertzig                            | 25     |
| 1999/00 | Marcel Christophe                        | FC Mondercange                              | 26     |
| 2000/01 | Mikhail Zaritskiy                        | Sporting Mertzig                            | 23     |
| 2001/02 | Frédéric Cicchirillo                     | F91 Dudelange                               | 23     |
| 2002/03 | Daniel Huss                              | CS Grevenmacher                             | 22     |
| 2003/04 | José Gomes                               | Spora Luxemburg                             | 24     |
| 2004/05 | Serdo Pupovać                            | Alliance '01 Luxemburg                      | 24     |
| 2005/06 | Fatih Sözen                              | CS Grevenmacher                             | 23     |
| 2006/07 | Daniel Alves da Mota                     | Etzella Ettelbruck                          | 26     |
| 2007/08 | Emmanuel Coquelet                        | F91 Dudelange                               | 20     |
| 2008/09 | Pierre Piskor                            | FC Differdange 03                           | 30     |
| 2009/10 | Daniel Huss                              | CS Grevenmacher                             | 22     |
| 2010/11 | Sanel Ibrahimovic                        | FC Wiltz 71                                 | 18     |
| 2011/12 | Omar Er Rafik                            | FC Differdange 03                           | 23     |
| 2012/13 | Stefano Bensi                            | Fola Esch                                   | 21     |
| 2013/14 | Sanel Ibrahimović                        | Jeunesse Esch                               | 22     |
| 2014/15 | Sanel Ibrahimović                        | Jeunesse Esch                               | 20     |
| 2015/16 | Julien Jahier                            | Racing FC Union Luxemburg                   | 25     |
| 2016/17 | Omar Er Rafik                            | FC Differdange 03                           | 26     |
| 2017/18 | Dave Turpel                              | F91 Dudelange                               | 32     |
| 2018/19 | Samir Hadji                              | Fola Esch                                   | 23     |
| 2019/20 | Danel Sinani                             | F91 Dudelange                               | 14     |
| 2020/21 | Zachari Hadji                            | Fola Esch                                   | 33     |
| 2021/22 | Dominik Stolz                            | Swift Hesperange                            | 23     |
| 2022/23 | Rayan Philippe                           | Swift Hesperange                            | 32     |
| 2023/24 | Jorge Gabriel Costa Monteiro             | FC Differdange 03                           | 24     |
| 2024/25 | Matheus / Yann Mabella                   | FC UNA Strassen / Racing FC Union Luxemburg | 22     |

## Scheidsrechters
Bijgaand een overzicht van Luxemburgse scheidsrechters die niet alleen actief zijn of waren in de Nationaldivision, maar daarnaast ook internationale wedstrijden leiden of hebben geleid.
- Francis Bastian
- Sven Bindels
- Rene Bindels
- Adolphe Blitgen
- Jacques Colling
- Henri Diederich
- Alain Durieux
- Roger Duschene
- Emile Eischen
- Alfred Frantzen
- Mathias Frisch
- Lucien Gilson
- Rudy van Graes
- Alain Hamer
- Maurice Hamus
- Marcel Herrmann
- Robert Johnsdorf
- Lucien Kayser
- Ernst Kesseler
- Laurent Kopriwa
- Jean Koster
- Louis Lafontaine
- Normand Mootz
- Joseph Moscardo
- Nicolas Muller
- Paul Philipp
- Roger Philippi
- Jean Picard
- Christophe Pires
- Antoine Queudeville
- Chris Reis
- Paul Rion
- Norbert Risch
- Norbert Rolles
- Charles Schaack
- Jean-Pierre Schön
- Albert-Jean Toussaint
- Albert Victor
- Jean Weiten
- Luc Wilmes
- Albert Wiltgen
- Marcel Zeimes